# Ponte dei Salti
Ponte dei Salti je kamenný most pro pěší přes řeku Verzasca v obci Lavertezzo ve švýcarském kantonu Ticino. Byl postaven v 17. století a je chráněnou kulturní památkou regionálního významu.
Kamenný most má dva oblouky o rozpětí 14 m (každý). Chodník kopíruje tvar oblouků, a to ani ne tak kvůli elegantnímu vzhledu mostu, jako spíše kvůli úspoře zdiva v oblasti překladů a zároveň kvůli nízkému zatížení oblouků. Chodník na mostě je tak akorát široký, aby se na něm mohli míjet dva lidé. Stěny parapetů jsou vysoké jen po kolena, aby zbylo dost místa pro pytle, které byly přenášeny na oslech. Výška mostu nad řekou závisí na aktuálním stavu vody, ale obvykle se pohybuje kolem 14 m.
V roce 1868 byla skála sloužící jako opěra na pravém břehu natolik podemleta přívaly vody při každoročních záplavách, že povolila a pravý oblouk se zřítil do řeky. Oblouk byl nejprve nahrazen dřevěnou konstrukcí, později železným nosníkem, ale i jeho podpěra byla v roce 1951 odplavena. V roce 1960 pak most dostal opět kamennou klenbu a získal tak svou původní podobu.
V roce 2016 věnovala Švýcarská pošta tomuto slavnému mostu speciální známku o hodnotě dvou franků, kterou navrhli Urs Schüpbach a Kaspar Eigensatz. Most byl již v roce 1991 ve vícedílné sérii o mostech.
Ponte dei Salti je německy mluvícími turisty často označován jako "Římský most". Tento slovní vztah je zavádějící, protože Římané most nepostavili a nikdy ho nepoužívali.
Pod mostem tvoří Verzasca bazén hluboký až devět metrů a dlouhý asi 120 m, který je velmi oblíbený mezi milovníky vodních sportů. Žulové skály vyleštěné řekou vytvářejí spolu s průzračnou vodou zvláštní vizuální zážitek jak pod vodní hladinou, tak nad ní. Proto je Ponte dei Salti jedním z nejznámějších a nejoblíbenějších míst pro potápění v údolí Verzasca. Proud, který zde panuje i při nízkém stavu vody, však na tomto místě opakovaně vede k nehodám při koupání nebo potápění. Při přílivu je pobyt v bazén pod Porti del Salini životu nebezpečný i pro zkušené milovníky vodních sportů.